# Episodi di New Looney Tunes (seconda stagione)
La seconda stagione di New Looney Tunes include 52 episodi.
| N° | Titolo originale                    | Titolo Italiano                      | Prima TV Italia | Prima TV originale |
| -- | ----------------------------------- | ------------------------------------ | --------------- | ------------------ |
| 1  | Pigmallian                          | Lo scacciapapero                     | 2 ottobre 2017  | 25 giugno 2018     |
| 1  | Bugs the Gladiator                  | Bugs il gladiatore                   | 2 ottobre 2017  | 25 giugno 2018     |
| 2  | A Duck in the Penthouse             | Attico e paperattico                 | 2 ottobre 2017  | 25 giugno 2018     |
| 2  | Tour De Bugs                        | Tour de Bugs                         | 2 ottobre 2017  | 25 giugno 2018     |
| 3  | Knight and Duck                     | Il cavaliere e il giullare           | 3 ottobre 2017  | 25 giugno 2018     |
| 3  | The Color of Bunny                  | Per qualche nocciolina in più        | 3 ottobre 2017  | 25 giugno 2018     |
| 4  | Sam and the Bullet Train            | Sam e il treno proiettile            | 3 ottobre 2017  | 25 giugno 2018     |
| 4  | Swine Dining                        | Anatra al maiale                     | 3 ottobre 2017  | 25 giugno 2018     |
| 5  | Love Is in the Hare                 | In amor vince chi scappa             | 4 ottobre 2017  | 8 febbraio 2018    |
| 5  | Valentine's Dayffy                  | I baci di San Valentino              | 4 ottobre 2017  | 8 febbraio 2018    |
| 6  | Bigs Bunny                          | Carote giganti                       | 4 ottobre 2017  | 15 luglio 2017     |
| 6  | Wahder, Wahder, Everywhere          | Paperi in bottiglia                  | 4 ottobre 2017  | 15 luglio 2017     |
| 7  | Porky the Disorderly                | L'anatra urlatrice                   | 5 ottobre 2017  | 15 luglio 2017     |
| 7  | Game, Set, Wabbit                   | Tre set e un coniglio                | 5 ottobre 2017  | 15 luglio 2017     |
| 8  | Lucky Duck                          | Il papero portafortuna               | 5 ottobre 2017  | 15 luglio 2017     |
| 8  | Free Range Foghorn                  | Allevamento all'aperto               | 5 ottobre 2017  | 15 luglio 2017     |
| 9  | Love It or Survivalist It           | O ci convivi o ci sopravvivi         | 6 ottobre 2017  | 15 luglio 2017     |
| 9  | The Porklight                       | Benvenuti al cinema                  | 6 ottobre 2017  | 15 luglio 2017     |
| 10 | Best Bugs                           | Bugs Sitter                          | 6 ottobre 2017  | 15 luglio 2017     |
| 10 | Lewis and Pork                      | La via dell'Ovest                    | 6 ottobre 2017  | 15 luglio 2017     |
| 11 | Daffy the Stowaway                  | Daffy il clandestino                 | 7 ottobre 2017  | 15 luglio 2017     |
| 11 | Superscooter 3000                   | Superscooter 3000                    | 7 ottobre 2017  | 15 luglio 2017     |
| 12 | Hoggin' the Road                    | Caravan Daffy                        | 7 ottobre 2017  | 15 luglio 2017     |
| 12 | Timmmmmmbugs                        | Sfida alla boscaiola                 | 7 ottobre 2017  | 15 luglio 2017     |
| 13 | Easter Bunny Imposter               | Il falso Coniglio di Pasqua          | 8 ottobre 2017  | 15 marzo 2018      |
| 13 | Easter Tweets                       | Il gatto pasquale                    | 8 ottobre 2017  | 15 marzo 2018      |
| 14 | Hoarder Up                          | Accumulomania                        | 8 ottobre 2017  | 28 novembre 2018   |
| 14 | Cougar, Cougar                      | Coccolando                           | 8 ottobre 2017  | 28 novembre 2018   |
| 15 | The Wedding Quacksher               | L'imbucato a nozze                   | 9 ottobre 2017  | 28 novembre 2018   |
| 15 | The Food Notwork                    | Carote alla Bugs                     | 9 ottobre 2017  | 28 novembre 2018   |
| 16 | A Duck in the Aquarium              | Il pesce papero                      | 9 ottobre 2017  | 28 novembre 2018   |
| 16 | The Breezehammer                    | Il Turbine Celeste                   | 9 ottobre 2017  | 28 novembre 2018   |
| 17 | Quantum Sheep                       | A ogni tempo la sua età              | 10 ottobre 2017 | 28 novembre 2018   |
| 17 | Houston, We Have a Duck Problem     | Missione Marte                       | 10 ottobre 2017 | 28 novembre 2018   |
| 18 | 10-4, Good Bunny                    | Non svegliare il tir che dorme       | 10 ottobre 2017 | 28 novembre 2018   |
| 18 | Gold Medal Wabbit                   | Un coniglio da medaglia              | 10 ottobre 2017 | 28 novembre 2018   |
| 19 | Cyrano de Bugs                      | Il tunnel dell'amore                 | 11 ottobre 2017 | 28 novembre 2018   |
| 19 | Point Duck Percent                  | Il parco più bello                   | 11 ottobre 2017 | 28 novembre 2018   |
| 20 | Sir Littlechin and the Kraken       | Sir Menticello e il Kraken           | 11 ottobre 2017 | 28 novembre 2018   |
| 20 | Crouching Porky, Hidden Daffy       | Tigre setolosa e il Dragone palmato  | 11 ottobre 2017 | 28 novembre 2018   |
| 21 | King Nutininkommen                  | Il Faraone Salopettekamon            | 12 ottobre 2017 | 28 novembre 2018   |
| 21 | Greenhouse Gasbag                   | Riduci, Riusa, Ricicla               | 12 ottobre 2017 | 28 novembre 2018   |
| 22 | Abracawabbit                        | Abracadabra                          | 12 ottobre 2017 | 28 novembre 2018   |
| 22 | Ponce de Calzone                    | La fontana della giovinezza          | 12 ottobre 2017 | 28 novembre 2018   |
| 23 | For the Love of Fraud               | Il signore della truffa              | 13 ottobre 2017 | 28 novembre 2018   |
| 23 | Not So Special Delivery             | Il brutto paperottolo                | 13 ottobre 2017 | 28 novembre 2018   |
| 24 | One Carroter in Search of an Artist | Un coniglio in cerca d'autore        | 13 ottobre 2017 | 28 novembre 2018   |
| 24 | The Duck Days of Summer             | Il papero dell'estate                | 13 ottobre 2017 | 28 novembre 2018   |
| 25 | Etiquette Shmetiquette              | Tutta questione di etichetta         | 14 ottobre 2017 | 28 novembre 2018   |
| 25 | Daffy in the Science Museum         | Daffy al Museo delle Scienze         | 14 ottobre 2017 | 28 novembre 2018   |
| 26 | Tad the Bachelor                    | Conigli a colazione                  | 14 ottobre 2017 | 31 gennaio 2019    |
| 26 | Affaire du Jour                     | Il bacio della spia                  | 14 ottobre 2017 | 31 gennaio 2019    |
| 27 | Top Bugs                            | Compagni d'ala                       | 11 aprile 2018  | 28 novembre 2018   |
| 27 | Slugsmoby                           | La Balena Bruna                      | 11 aprile 2018  | 28 novembre 2018   |
| 28 | Rhoda Rage                          | Rhoda la furia                       | 12 aprile 2018  | 28 novembre 2018   |
| 28 | Good Duck to You, Cirque            | Super Circus                         | 12 aprile 2018  | 28 novembre 2018   |
| 29 | Then Things Got Weird               | Accadde un fatto strano              | 12 aprile 2018  | 26 settembre 2018  |
| 29 | Duck Duck Ghost                     | Fantasmi ad Halloween                | 12 aprile 2018  | 26 settembre 2018  |
| 30 | Acme Instant                        | Consegne istantanee                  | 13 aprile 2018  | 28 novembre 2018   |
| 30 | When Marvin Comes Martian In        | Cose marziane                        | 13 aprile 2018  | 28 novembre 2018   |
| 31 | The Knight Time Is the Right Time   | Il Cavaliere della Tavola Quadrata   | 13 aprile 2018  | 28 novembre 2018   |
| 31 | The Pepé Le Pew Affair              | Spia contro spia                     | 13 aprile 2018  | 28 novembre 2018   |
| 32 | Hamsters                            | Criceti                              | 16 aprile 2018  | 28 novembre 2018   |
| 32 | Bugs Baked                          | Patate patatose                      | 16 aprile 2018  | 28 novembre 2018   |
| 33 | Vampire Me Love                     | A cena col vampiro                   | 16 aprile 2018  | 28 novembre 2018   |
| 33 | The Tad Tucker Workout              | In palestra tra la natura            | 16 aprile 2018  | 28 novembre 2018   |
| 34 | Canadian Bacon                      | La neve in Canada                    | 17 aprile 2018  | 28 novembre 2018   |
| 34 | Bugs Bunny Saves the Universe       | Bugs Bunny salva l'universo          | 17 aprile 2018  | 28 novembre 2018   |
| 35 | Hip Hop Hare                        | Ritmo Hip Hop                        | 17 aprile 2018  | 28 novembre 2018   |
| 36 | Gettin' Your Goat                   | Antistress                           | 18 aprile 2018  | 28 novembre 2018   |
| 36 | Spelunkheads                        | L'orchidea blu                       | 18 aprile 2018  | 28 novembre 2018   |
| 37 | Loon-Raker                          | Operazione luna di miele             | 18 aprile 2018  | 28 novembre 2018   |
| 37 | Angry Bird                          | Anche i canarini si arrabbiano       | 18 aprile 2018  | 28 novembre 2018   |
| 38 | Area Fifty-Run                      | Il piccolo marziano                  | 19 aprile 2018  | 28 novembre 2018   |
| 38 | Porker in the Court                 | Colpevolissimevolmente               | 19 aprile 2018  | 28 novembre 2018   |
| 39 | Tad the Skydiver                    | Caduta libera                        | 19 aprile 2018  | 28 novembre 2018   |
| 39 | Duck of the Flies                   | Naufraghi                            | 19 aprile 2018  | 28 novembre 2018   |
| 40 | Daffy in the Bayou                  | La zuppa paludosa                    | 20 aprile 2018  | 31 gennaio 2019    |
| 40 | Bugs the Sherpa                     | La vetta inaccessibile               | 20 aprile 2018  | 31 gennaio 2019    |
| 41 | You Can't Train a Pig               | Uragano Petunia!                     | 20 aprile 2018  | 31 gennaio 2019    |
| 41 | Copy Quack                          | Copy Duck                            | 20 aprile 2018  | 31 gennaio 2019    |
| 42 | Sir Littlechin and the Phoenix      | Sir Menticello e la Fenice           | 23 aprile 2018  | 31 gennaio 2019    |
| 42 | Looney Luau                         | Il Re dell'isola                     | 23 aprile 2018  | 31 gennaio 2019    |
| 43 | Amaduckus                           | Amaduckus                            | 23 aprile 2018  | 31 gennaio 2019    |
| 43 | Fowl Me Once                        | Chi la dura la vince                 | 23 aprile 2018  | 31 gennaio 2019    |
| 44 | Daffy the Gaucho                    | Daffy il gaucho                      | 24 aprile 2018  | 31 gennaio 2019    |
| 44 | Free Slugsworthy                    | Liberate Slugsworthy                 | 24 aprile 2018  | 31 gennaio 2019    |
| 45 | Love Makes Me Daffy                 | L'amore è un ghiacciolo              | 24 aprile 2018  | 31 gennaio 2019    |
| 45 | Genghis Cal                         | Gengis Cal                           | 24 aprile 2018  | 31 gennaio 2019    |
| 46 | You're Kiln Me                      | L'arte della creta                   | 25 aprile 2018  | 31 gennaio 2019    |
| 46 | Better Lake Than Never              | Il romanzo del lago                  | 25 aprile 2018  | 31 gennaio 2019    |
| 47 | Deduce, Part Deuce                  | Il caso dell'uccellino scomparso     | 25 aprile 2018  | 31 gennaio 2019    |
| 47 | #1 Grandpa                          | Supernonno                           | 25 aprile 2018  | 31 gennaio 2019    |
| 48 | Porky and Thes                      | Tra i due litiganti…                 | 26 aprile 2018  | 31 gennaio 2019    |
| 49 | Men in Quack                        | Bomba marziana                       | 26 aprile 2018  | 31 gennaio 2019    |
| 49 | Littlechin and the Wood Fairy       | Sir Menticello e la fatina del bosco | 26 aprile 2018  | 31 gennaio 2019    |
| 50 | Tweet Team                          | Titti Team                           | 27 aprile 2018  | 31 gennaio 2019    |
| 51 | Downton Wabby                       | Più ricco di un ricco ricco          | 27 aprile 2018  | 31 gennaio 2019    |
| 51 | Fowl Me Twice                       | Karate Taz                           | 27 aprile 2018  | 31 gennaio 2019    |
| 52 | Hare to the Throne                  | Il trono del coniglio                | 30 aprile 2018  | 31 gennaio 2019    |